# 佐藤正男
佐藤 正男（さとう まさお、1963年3月 - ）は、日本のキックボクサー。日本キックボクシング連盟第3代日本ライト級王者。渡邉キックボクシングジム所属。トレーナー。法政大学法学部卒業。東京都世田谷区経堂在住。

## 人物・来歴
幼少の頃より、中国拳法、空手、柔道、剣道を学び、20歳の時に東孝率いる空手道大道塾総本部（現・NPO法人国際空道連盟・全日本空道連盟大道塾）に入門。 後に北斗旗空手道選手権歴代王者となる西良典、長田賢一、加藤清尚らと練習を共にする。
その後、国際式ボクシング帝拳ジムに入門。当時トレーナーであったプロボクシング元WBA･WBC世界スーパーフェザー級王者 小林弘（現・TIKYOH小林ボクシングジム会長）の指導を受ける。後にWBC世界スーパーライト級王者となるKOキング浜田剛史(現･WOWOWプロボクシング中継 エキサイトマッチ解説者)、その当時の日本ウェルター級王者 尾崎富士男、日本スーパーフェザー級王者 高城正宏らと練習を共にする。
1984年4月、タイ国技ムエタイ史上初の外国人王者に君臨したラジャダムナン系ライト級王者 藤原敏男（現・藤原スポーツジム会長）や、キックボクシング世界フェザー級王者 島三雄をはじめ、多くの全日本王者を輩出し、さらには、プロレスリング初代タイガーマスク佐山聡も在籍していたという日本格闘術連盟総帥・黒崎健時率いる新格闘術黒崎道場に入門。
1986年6月、新格闘術ライト級選手として千葉公園体育館にて2ラウンドKO勝利しプロデビューを飾る。 また、本場タイ国へムエタイ修行に渡り、ハーパランジム等で当時ムエタイ史上最強といわれたライト級王者 ディーゼルノイ・チョータナスカンや、後のムエタイ史上初7階級制覇王者 チャモアペット・チョーチャモアン(現・チャモアペット・ムエタイ・アカデミー会長)らと練習を共にする。
1988年4月、日本格闘術連盟と友好関係にあった日本キックボクシング連盟代表理事 渡邉信久率いる、全日本ウェルター級王者 沢の太志、 日本フェザー級王者 渡辺明、日本バンタム級王者 原勇をはじめとする多くの日本王者を輩出した渡邉キックボクシングジムに移籍。移籍後はライト級選手としてリングに上がり連戦連勝。その勢いで本場ムエタイ戦士にも連続勝利。また、ライト級だけにとどまらず、1階級重いウェルター級や、さらには2階級重いミドル級、それぞれのトップクラス選手とも対戦し勝利する。
しかし、かつてあのルンピニー系ライト級王者 サガット・ペチンディー(1986年11月、両国国技館での「神秘のムエタイ 王者の激突」興行、メインイベンター)にも勝利した事もあるという、元ムエタイ3階級制覇王者 ケンカート・シットサーイと対戦するも判定負け。本場国技ムエタイの強さと奥深さを改めて痛感させられる。
1991年4月27日、格闘技の殿堂 後楽園ホールにて、日本ライト級王者 酒井敏文とのタイトルマッチで判定勝利し、第3代日本ライト級王座を獲得。 王座獲得後第1戦目では、ムエタイ強豪 アナン・チャンティップ（現・WPMF役員、ゲオサムリットジム会長）と対戦するが判定負け。
1992年5月、伊原信一（現・新日本キックボクシング協会代表）率いる伊原道場が日本キックボクシング連盟に加盟していた頃、伊原信一主導での世界大戦シリーズを挙行しており、その年は、香港クィーンエリザベススタジアム(日本武道館のような位置付けのメジャースタジアム)にて海外遠征興行を行う。総勢20選手による日本VS香港、それぞれ激しい対抗戦を展開。日本ライト級王者の佐藤正男はメインイベンターとして、1階級重い香港ウェルター級王者 簡亮と対戦。開始のゴングが鳴ると同時に激闘が展開、ダウン応酬等が繰り返され、5ラウンド終了、判定となった。通常、香港勢にとっては有利とされるであろうホームタウンではあったが結果はドロー。日本勢選手団メインイベンターとして一応の面目を保つ。
1992年10月、元ムエタイ･BBTV(タイ7ch)フェザー級王者 ルーラウィー・サラウィティーと対戦し判定負け。しかし日本キックボクシング連盟内においては無敵無敗を誇り、数度の日本タイトル防衛戦を行う。ラストファイトは1993年の団体交流頂上対決での判定勝利。1994年4月9日、31歳、後楽園ホールにて現役王者のままタイトルを返上し引退式を行う。
主な後輩には、WKA&WPKC世界ライト級2冠王者 小林聡はじめ、日本フライ級王者 相原将人、日本バンタム級王者 田村健治、日本フェザー級王者 大塚一也、日本ライト級＆日本ウェルター級2階級制覇王者 小野瀬邦英、NKBライト級＆NKBウェルター級2階級制覇王者 武笠康則、日本ミドル級王者 中川裕也、J-NETWORKミドル級王者 吉野健太郎らがいる。

## 戦績
プロキックボクシング：30戦21勝（11KO）8敗1分

## 獲得タイトル
- 日本キックボクシング連盟 第3代日本ライト級王座（1991年4月27日-1994年4月9日）